# Ophiura arntzi
Ophiura arntzi is een slangster uit de familie Ophiuridae.
De wetenschappelijke naam van de soort werd in 2010 gepubliceerd door C.L.C. Manso.